# Bad Kleinen
Bad Kleinen, do roku 1915 pouze Kleinen, je obec v zemském okrese Severozápadní Meklenbursko v Německu. Nachází se na severním břehu Zvěřínského jezera a je součástí Hamburského metropolitního regionu. Žije zde přibližně 3 700 obyvatel.

## Geografie

### Poloha
Bad Kleinen leží na severním břehu Zvěřínského jezera, které je s rozlohou přesahující 61 km² čtvrtým největším německým jezerem, přibližně v polovině cesty mezi městy Schwerin a Wismar. Západně od obce se nachází čelní moréna, která se tyčí do výšky až 40 metrů nad hladinou Zvěřínského jezera.

### Části obce
Obec se skládá celkem z osmi částí:
- Bad Kleinen
- Fichtenhusen
- Gallentin
- Glashagen
- Hoppenrade
- Losten
- Niendorf
- Wendisch Rambow

## Historie
První zmínka o obci Kleinen je datována do roku 1178. S rozvojem železnice se zdejší nádraží stalo důležitým uzlem, což posílilo ještě napojení na trať Ludwigslust–Wismar.
V roce 1895 otevřel u Zvěřínského jezera doktor Armin Steyerthal lázně, které měly sloužit k lepšímu zahojení po úrazech všech druhů kostí, svalů a kloubů v těle. Za tímto účelem byl v roce 1896 pod železniční tratí postaven tzv. Vaječný tunel (Eiertunnel) pro lepší přístup k jezeru. Od jižního konce tunelu byla plánována výstavba promenády, která měla vést podél jezera a poté až k mlýnu Brusenbecker v Moidentinu.
Po první světové válce byly lázně uzavřeny a od té doby již nikdy nebyly v provozu. To, že obec může i nadále ve svém názvu mít slovo Bad, označující lázeňská města, je zapříčiněno zvláštním ustanovením z roku 2000, které určuje, že slovo Bad mohou v Meklenbursku-Předním Pomořansku používat ty obce, které prokážou, že jej ve svém názvu měly již před 26. únorem 1993.

## Vývoj počtu obyvatel
Počty obyvatel jsou aktuální vždy ke 31. prosinci daného roku.
| 1990 | 1995 | 2000 | 2005 | 2010 | 2015 | 2016 | 2017 | 2018 | 2019 | 2020 | 2021 |
| ---- | ---- | ---- | ---- | ---- | ---- | ---- | ---- | ---- | ---- | ---- | ---- |
| 3573 | 3560 | 3896 | 3699 | 3668 | 3591 | 3570 | 3588 | 3615 | 3652 | 3753 | 3733 |

## Doprava

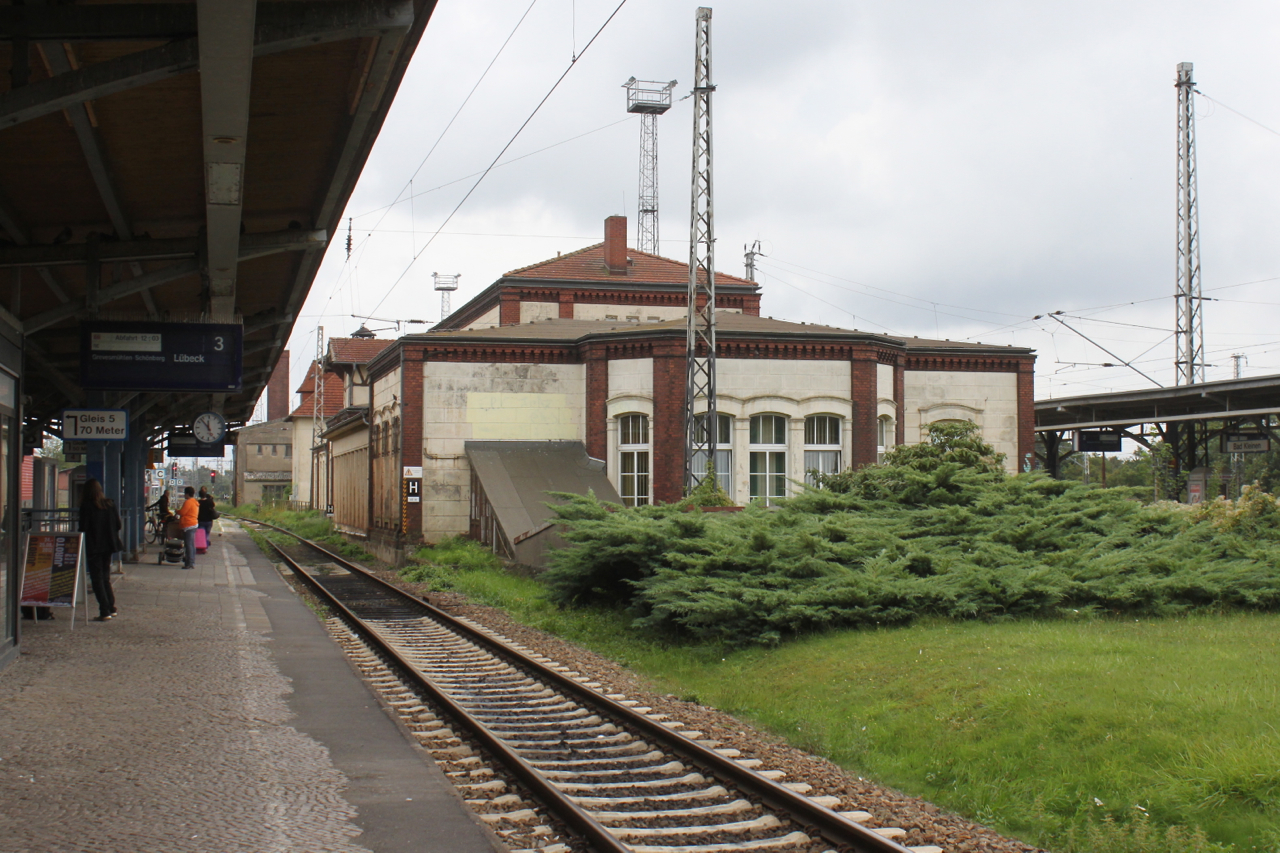
Nádraží v Bad Kleinen (2012)

Bad Kleinen leží na silnici L 031, vedoucí z Bobitzu do Warinu. Katastrem obce dále prochází také silnice B 106 (Wismar–Schwerin). Nejbližšími nájezdy na dálnici jsou Bobitz na dálnici A20 a Jesendorf na dálnici A14.
V Bad Kleinen se nachází ještě nádraží, které je jedním z nejdůležitějších meklenburských železničních uzlů. Kříží se zde tratě Schwerin–Wismar, Lübeck – Bad Kleinen a Bad Kleinen – Rostock). Tratě do Wismaru, Rostocku a Schwerinu jsou elektrifikované. V roce 2017 byla v rámci celkové rekonstrukce stanice zdemolována původní staniční budova.

## Osobnosti
- matematik, logik a filozof Gottlob Frege (1848–1925)
- spisovatel Max Michels (1874–1925)
- právník Wolfgang Scharenberg (1883–1969)
- politik NSDAP Werner Altendorf (1906–1945)
- politik FDP a učitel Hans Kreher (* 1943)
- zpěvák a textař kapely Rammstein Till Lindemann (* 1963)